# Heiningen (Basse-Saxe)
Pour les articles homonymes, voir Heiningen.
Heiningen est une commune allemande de l'arrondissement de Wolfenbüttel dans le land de Basse-Saxe. C'est l'une des six municipalités de la Samtgemeinde Oderwald.
Cette commune est essentiellement connue en lien avec la "rose de Heiningen" ou la "tapisserie de Heiningen", une broderie polychrome effectuée avec de la laine sur un fond de toile de lin, datée de 1516 et qui représente, selon Lucien Braun "dix siècles de pensées philosophiques et théologiques.",,. Cette tapisserie est conservée au Victoria & Albert Museum.

## Géographie

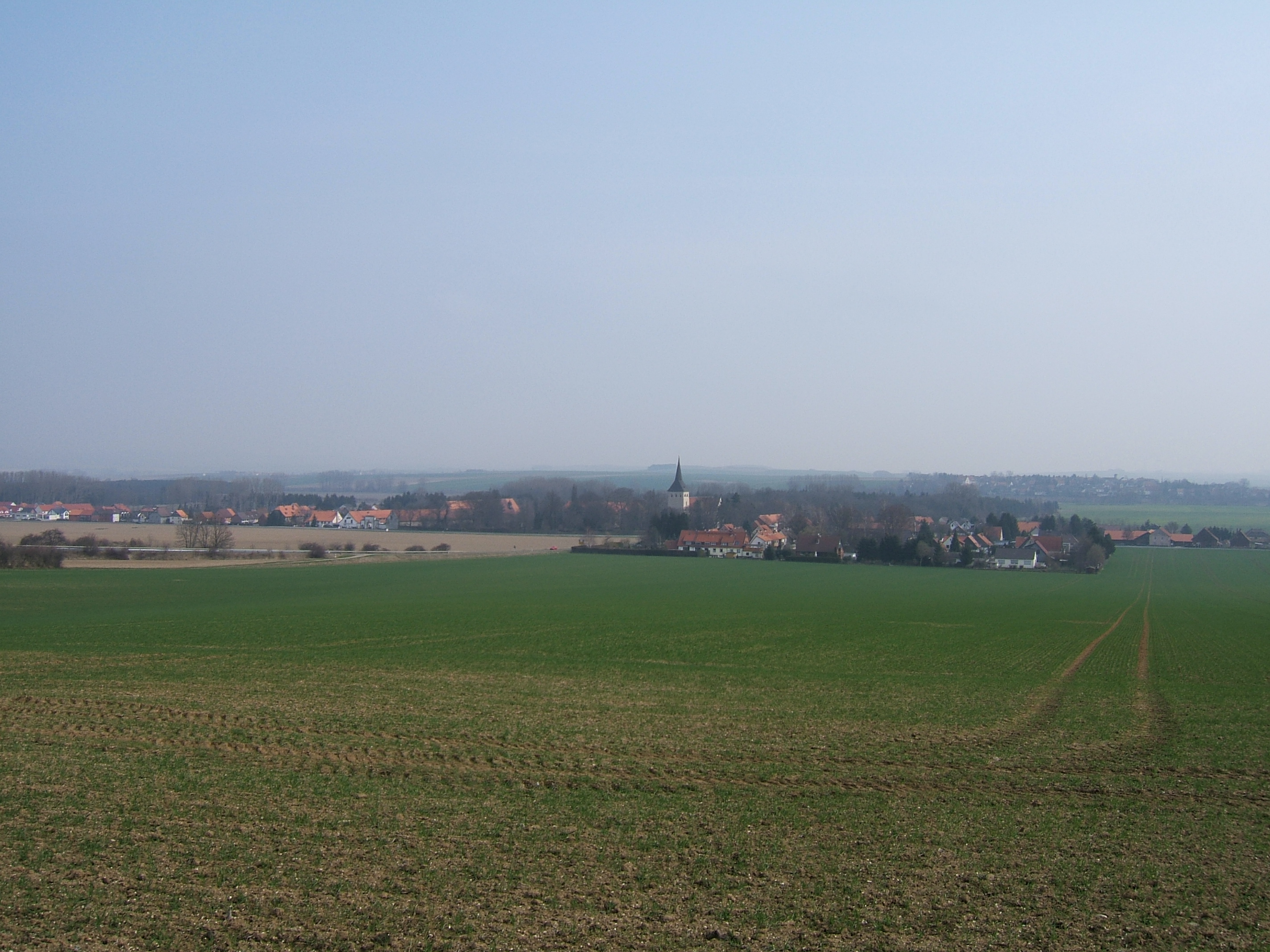
Vue sur Heiningen et la vallée de l'Oker.

La commune est située sur la rive gauche de l'Oker, près de sa confluence avec l'Ilse au nord du massif de Harz. Elle se trouve à environ 11 km au sud de Wolfenbüttel et à 6 km au nord de Schladen.

## Histoire
La naissance de la municipalité remonte à la création d'un cloître par la noble famille Billung vers l'an mil. Issue de la noblesse saxonne, cette dynastie donnera cinq ducs de Saxe et deux évêques de Verden au Xe siècle. L'évêque Bernward de Hildesheim l'a assuré une certaine autonomie confirmée par l'empereur Otton III. À l'origine un couvent des chanoinesses, l'abbaye a introduit la règle de saint Augustin à la suite d'une réforme en 1126. C'est dans ce temps-là la construction de l'église abbatiale débuta. Au XVe siècle, Heiningen rejoint la congrégation de Windesheim. 
Les domaines faisaient partie de l'évêché de Hildesheim jusqu'en 1523, date à laquelle ils sont passés aux princes de Brunswick-Wolfenbüttel après plusieurs années de combat. Au cours de la Réforme protestante, l'abbaye a été remplacée par un couvent de religieuses luthériennes (Frauenstift). Le territoire de Heiningen a été restitué à Hildesheim en 1643 ; néanmoins, la majeure partie de la population était déjà de confession protestante. L'abbaye de Heiningen fut sécularisée en 1810. Après le congrès de Vienne en 1815, Heiningen échut au nouveau royaume de Hanovre. 

## Source
- (de) Cet article est partiellement ou en totalité issu de l’article de Wikipédia en allemand intitulé « Heiningen (Niedersachsen) » (voir la liste des auteurs).